# Synema flavimanum
Synema flavimanum là một loài nhện trong họ Thomisidae.
Loài này thuộc chi Synema. Synema flavimanum được Maria Dahl miêu tả năm 1907.